# Wolf at the Door
Wolf at the Door – utwór stworzony przez angielskie trio alternatywno-rockowe Keane. Jest to drugi oficjalny singel wydany przez grupę z East Sussex, pierwotnie przewidziany jako materiał promocyjny został zrealizowany w maju 2001 roku w wielkości 50. kopii nakładu. To sprawiło, że singel stał się obiektem targów pomiędzy wiernymi kolekcjonerami. Znany jest przypadek sprzedaży egzemplarza za 1000 funtów brytyjskich na serwisie aukcyjnym eBay.

## Lista utworów
Numer albumu: ZOO/2/01
1. "Wolf at the Door"
2. "Call Me What You Like"
3. "She Has No Time"

## Informacje nt. powstania
Utwór został zrealizowany ok. lipca 2000 roku i po raz pierwszy został odśpiewany w Monarch Pub w Camden, w Londynie. Został nagrany w Roundhouse Studios i Balfour Studios.